# Bulbophyllum polyrrhizum
Bulbophyllum polyrrhizum là một loài phong lan thuộc chi Bulbophyllum.